# Regina Apostolorum (titolo cardinalizio)
Regina Apostolorum (in latino Titulum Reginae Apostolorum) è un titolo cardinalizio istituito da papa Paolo VI il 5 febbraio 1965 con la costituzione apostolica Purpuratorum Patrum numerum. Il titolo insiste sulla basilica di Santa Maria Regina degli Apostoli alla Montagnola.
Dal 18 febbraio 2012 il titolare è il cardinale John Tong Hon, vescovo emerito di Hong Kong.

## Titolari
- Ermenegildo Florit (25 febbraio 1965 - 8 dicembre 1985 deceduto)
- Giuseppe Maria Sensi (22 giugno 1987 - 26 luglio 2001 deceduto)
- Virgilio Noè (26 febbraio 2002 - 24 luglio 2011 deceduto)
- John Tong Hon, dal 18 febbraio 2012